# Scaphiella scutiventris
Scaphiella scutiventris là một loài nhện trong họ Oonopidae.
Loài này thuộc chi Scaphiella. Scaphiella scutiventris được Eugène Simon miêu tả năm 1893.